# Friedrich Wolf

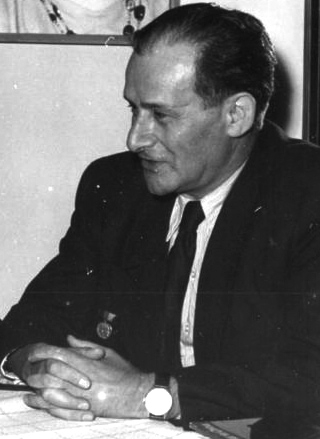
Friedrich Wolf (1952)

Friedrich Wolf (* 23. Dezember 1888 in Neuwied; † 5. Oktober 1953 in Lehnitz) war ein deutscher „Arzt für Homöopathie und Naturheilkunde“, Schriftsteller und Dramatiker. Bekannt wurde er unter anderem durch seine seit 1929 öffentliche Ablehnung des Abtreibungsparagrafen 218. Zwei seiner Söhne waren Markus Wolf, Chef der Außenspionage der DDR, und der Regisseur Konrad Wolf.

## Leben

### Kindheit, Jugend und Ausbildungen
Friedrich Wolf wurde als Sohn des jüdischen Kaufmanns Max Wolf und dessen Ehefrau Ida geboren. 1895 bis 1899 besuchte er die Israelitische Elementarschule, anschließend das Evangelische Gymnasium von Neuwied. Von 1907 bis 1912 studierte er Medizin, Philosophie und Kunstgeschichte in Heidelberg, München, Tübingen, Bonn und Berlin. In Tübingen gründete er eine Ortsgruppe des Alt-Wandervogels, und als Wandervogel nahm er auch am Ersten Freideutschen Jugendtag auf dem Hohen Meißner teil. 1912 legte er das medizinische Staatsexamen in Bonn ab und wurde im Folgejahr nach erfolgreicher Verteidigung seiner Arbeit Die multiple Sklerose im Kindesalter promoviert. Nach Praktika in Meißen, Bonn und Dresden fuhr Wolf 1914 als Schiffsarzt auf der Route Kanada–Grönland–USA.

### Erster Weltkrieg und Nachkriegsjahre
Bei Beginn des Ersten Weltkriegs wurde er 1914 Truppenarzt an der Westfront, später an der Ostfront. Mehrfach verwundet, wurde er ab 1916 entschiedener Kriegsgegner. Im Jahr 1917 veröffentlichte er die ersten Prosastücke, wie Der Sprung in den Tod. 1918 diente er als Lazarettarzt in der Heimat.
Im November 1918 wurde Wolf Mitglied des Arbeiter- und Soldatenrats in Dresden. Vom 1. Februar 1920 bis 31. Mai 1921 war er als Stadtarzt in Remscheid tätig. Nach dem verlorenen Ruhrkampf, den Wolf als „roter General von Remscheid“ aktiv mitgetragen hatte und der in einer Zersplitterung der Volksfront endete, ging er zunächst für kurze Zeit auf den Barkenhoff in Worpswede, der von Heinrich Vogeler an eine Siedlungsgenossenschaft von Arbeitslosen übergeben worden war. Das Barkenhoff-Experiment wertete er 1926 in seinem Schauspiel Kolonne Hund aus.
Von 1921 bis 1928 war Wolf in Hechingen und im Weiler Höllsteig bei Billafingen zunächst als Privatarzt, später als Kassenarzt, tätig, danach 1928–1933 ebenso in Stuttgart. Dort, in der Zeppelinstraße 43, ließ sich Wolf von Richard Döcker ein Haus im Bauhaus-Stil errichten, das seinen Vorstellungen von gesundem Wohnen entsprach. Nach Wolfs Flucht wurde das Haus enteignet, unter Wert versteigert und umgestaltet.
Im Jahr 1928 wurde sein naturheilkundliches Volksbuch mit dem Titel Die Natur als Arzt und Helfer gedruckt. 2. Auflage 1929, 3. Auflage 1931 und die 4. Auflage 1933, als Wolf bereits im Schweizer Exil war. Erst 1935 wurde das Buch indiziert, „weil der Verfasser u. a. die Nacktkultur, die Probeehe und die Beseitigung des § 218“ empfehle. Im gleichen Jahr erschien unter einem auf 1922 vordatierten Impressum, organisiert vom Leiter des Rassenpolitischen Amtes Main-Franken, Heinrich Will, eine Neuausgabe des Buches, in der weite Passagen bis zur völligen Umkehr des von Wolf vertretenen Standpunktes auf nationalsozialistisches Verständnis zusammengekürzt waren. Der Herausgeber Heinrich Will wurde daraufhin in einem Parteigerichtsverfahren belangt. Man warf ihm vor, er habe schon bei den Verhandlungen mit dem Verlag erfahren, dass „Wolf Jude sei und als Kommunist und Bekämpfer des § 218 von der nationalsozialistischen Bewegung schon vor der Machtübernahme bekämpft wurde“.
Seit 1928 war Wolf Mitglied der KPD und des Bundes proletarisch-revolutionärer Schriftsteller (BPRS) und verfasste in diesem Jahr die Streitschrift Kunst ist Waffe.
Im Jahr 1929 leitete Wolfs Drama Cyankali eine ausgedehnte Diskussion über den Abtreibungsparagrafen § 218 ein. In der Nachfolge griffen Erich Kästner, Kurt Tucholsky und Bertolt Brecht die Regelung zum Schwangerschaftsabbruch ebenfalls literarisch an. Alfred Döblin, als Arzt und Autor Wolfs zweifacher Kollege, äußerte sich ebenfalls solidarisch, mahnte aber kritisch die Bedeutung des Lebens an. Döblin und Wolf waren Mitglieder des Vereins Sozialistischer Ärzte. Im Februar 1931 wurde Wolf zusammen mit der Stuttgarter Ärztin Else Kienle kurzzeitig in Haft genommen, weil sie der gewerbsmäßigen Abtreibung beschuldigt wurden. Nach Massenprotesten und Zahlung einer Kaution kam er wieder frei. Am 15. April 1931 gaben Kienle und Wolf eine von der KPD organisierte Großkundgebung im Berliner Sportpalast. Das Parteiorgan der NSDAP Völkischer Beobachter bezeichnet Wolf in diesem Zusammenhang am 27. Februar 1931 als einen der „gemeingefährlichsten Vertreter des ostjüdischen Bolschewismus“. 1931 bereisten Wolf und Kienle auf Einladung des Volkskommissars für Gesundheitswesen die Sowjetunion. Das Drama Cyankali wurde u. a. in New York, Tokio, Moskau und Paris aufgeführt.
Im Frühjahr 1932 gründete Wolf in Stuttgart den Spieltrupp Südwest, eine kommunistische Agitprop-Spielgruppe aus Laiendarstellern, die Agitationsstücke zu aktuellen Themen aufführte. Wegen der künstlerischen Qualität seiner Stücke und Aufführungen war er über Württemberg hinaus bedeutend.

### Emigration
Nach der Machtergreifung der Nationalsozialisten 1933 emigrierte Friedrich Wolf mit seiner Familie über Österreich, die Schweiz und Frankreich in die Sowjetunion, wo er u. a. für Radio Moskau arbeitete. 1935 nahm er am 1. Schriftstellerkongress der USA in New York teil.
Am 22. April 1937 wurde die Ausbürgerung der gesamten Familie Wolf aus Deutschland in der Ausbürgerungsliste Nr. 13 vermerkt. Zusätzlich lag ein Fahndungsbefehl der Gestapo vom 11. Mai 1937 zur Sippenhaft und sofortigen Festnahme der Familie vor.
Unter dem Eindruck des stalinistischen Terrors („Ich warte nicht, bis man mich hier verhaftet.“) und aufgrund seines Freigeistes machte sich Friedrich Wolf 1937 auf den Weg nach Spanien, um dort im Bürgerkrieg gegen Franco als Arzt bei den Internationalen Brigaden zu arbeiten. Er verblieb jedoch aufgrund der unsicheren Lage 1938 in Frankreich.

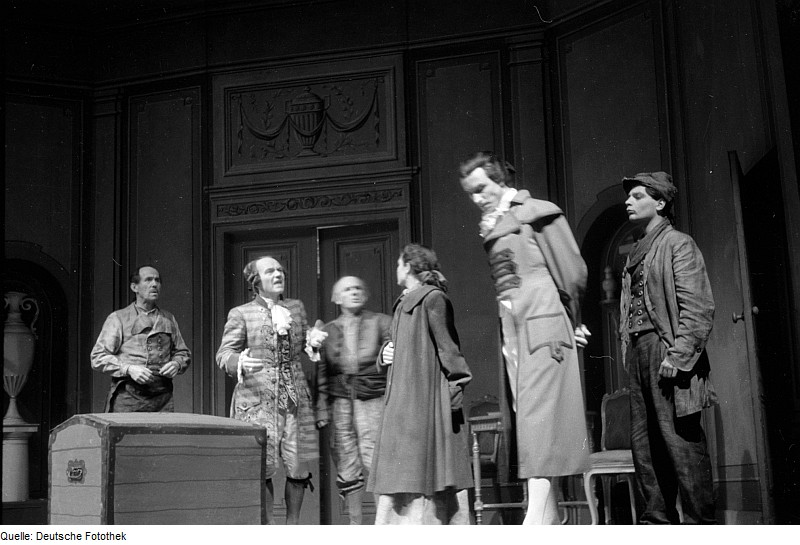
Szenenbild aus dem Drama Beaumarchais

Bei Kriegsbeginn 1939 wurde Wolf in Paris verhaftet und ins Internierungslager Le Vernet gebracht. In diesem Lager schrieb er das Drama Beaumarchais; in Erzählungen wie Jules und Kiki verarbeitete er seine Lagererlebnisse. Mit sowjetischer Hilfe und einem falschen Pass gelang ihm 1941 die Ausreise. Wolf erhielt die sowjetische Staatsbürgerschaft und kehrte nach Moskau zurück, wo er im Juli 1943 Mitbegründer des Nationalkomitees Freies Deutschland wurde. Aus dieser Zeit stammen gemeinsame Fotos mit dem Jagdflieger und Urenkel Bismarcks, Heinrich Graf von Einsiedel. 1944 lehrte Wolf an der Antifa-Schule für deutsche Kriegsgefangene in Krasnogorsk.
Im Jahr 1942 wurde ein Teil seiner in Deutschland verbliebenen Familie vergast bzw. erschossen.

### Rückkehr in die DDR
Nach dem Ende des Zweiten Weltkriegs kehrte Wolf 1945 aus der Emigration nach Deutschland zurück. Hier war er vor allem schriftstellerisch und kulturpolitisch tätig und an der Gründung der DEFA beteiligt. 1947 gelang ihm die Rückholung des Tänzers und Choreographen Jean Weidt aus dem französischen Exil nach Berlin. 1948 gehörte er zu den Mitbegründern der deutschen Sektion der internationalen Schriftstellervereinigung P.E.N., war Herausgeber der Zeitschrift Volk und Kunst und wurde Erster Vorsitzender des Bundes Deutscher Volksbühne. Er war u. a. einer der Autoren der Satirezeitschrift Ulenspiegel.
1946 wurde er Mitglied der SED.

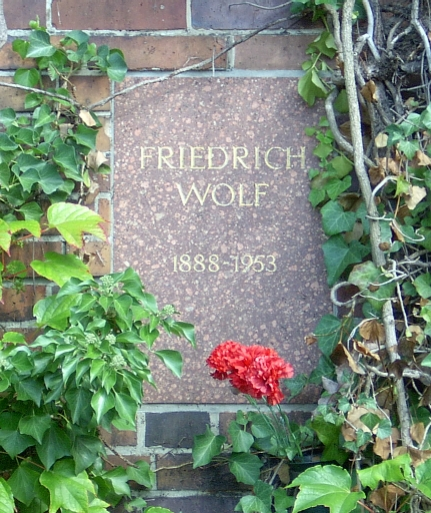
Grab von Friedrich Wolf auf dem Zentralfriedhof Friedrichsfelde in Berlin

Von 1949 bis 1951 war er erster Botschafter der DDR in Polen. Wolf gehörte 1950 zu den Gründungsmitgliedern der Deutschen Akademie der Künste in Berlin (Ost).
Am 5. Oktober 1953 starb Friedrich Wolf in seinem Arbeitszimmer in Lehnitz an einem Herzinfarkt.
Seine Urne wurde in der Gedenkstätte der Sozialisten auf dem Zentralfriedhof Friedrichsfelde in Berlin-Lichtenberg beigesetzt, die Urnen seiner Söhne Konrad und Markus später in der benachbarten Gräberanlage Pergolenweg.

## Ehen und Nachkommen
Wolf heiratete am 30. November 1914 Käthe Gumpold (1888–1961). Sie hatten zwei Kinder: Johanna Marie (* 7. April 1915) und Lukas (* 1919).
Nach der Scheidung von seiner ersten Frau heiratete Wolf am 15. April 1922 die ebenfalls aus der Wandervogelbewegung stammende Remscheider Kindergärtnerin Else (Eva) Dreibholz (1898–1973). Sie hatten die Söhne Markus (1923–2006; von 1952 bis 1986 Leiter der Hauptverwaltung Aufklärung in der DDR) und Konrad (1925–1982; Filmregisseur und von 1965 bis 1982 Präsident der Akademie der Künste der DDR). Else Wolf blieb bis zu Friedrich Wolfs Lebensende an seiner Seite und war nach seinem Tod Mitbegründerin der Friedrich-Wolf-Gesellschaft und Herausgeberin seiner gesammelten Werke.
Aus der Beziehung zur Studentin Lotte Rayss entstammte die in der Schweiz geborene Tochter Lena, die 1938 in ein sowjetisches Waisenheim kam. Lotte Rayss verbrachte 16 Jahre im Gulag, ohne dass sich Wolf für sie einsetzte.
Aus der Beziehung mit der Berlinerin Ruth Hermann stammt die Tochter Catherine (geboren 1940), die 1988 Suizid verübte.
Aus der Beziehung mit der Tanzpädagogin Irmgard Schaaf entstammt Wolfs jüngster Sohn, der promovierte Physiker Thomas Naumann (* 1953). Er ist stellvertretender Vorsitzender der Friedrich-Wolf-Gesellschaft.

## Ehren und Auszeichnungen

### Staatliche Auszeichnungen
- 1943: Orden Roter Stern
- 1949: Nationalpreis der DDR II. Klasse für das Theaterstück Professor Mamlock
- 1950: Nationalpreis der DDR I. Klasse für den Film Rat der Götter. Zugleich wurden Kurt Maetzig, Friedl Behn-Grund und Willy Schiller ausgezeichnet.

### Weitere Würdigungen

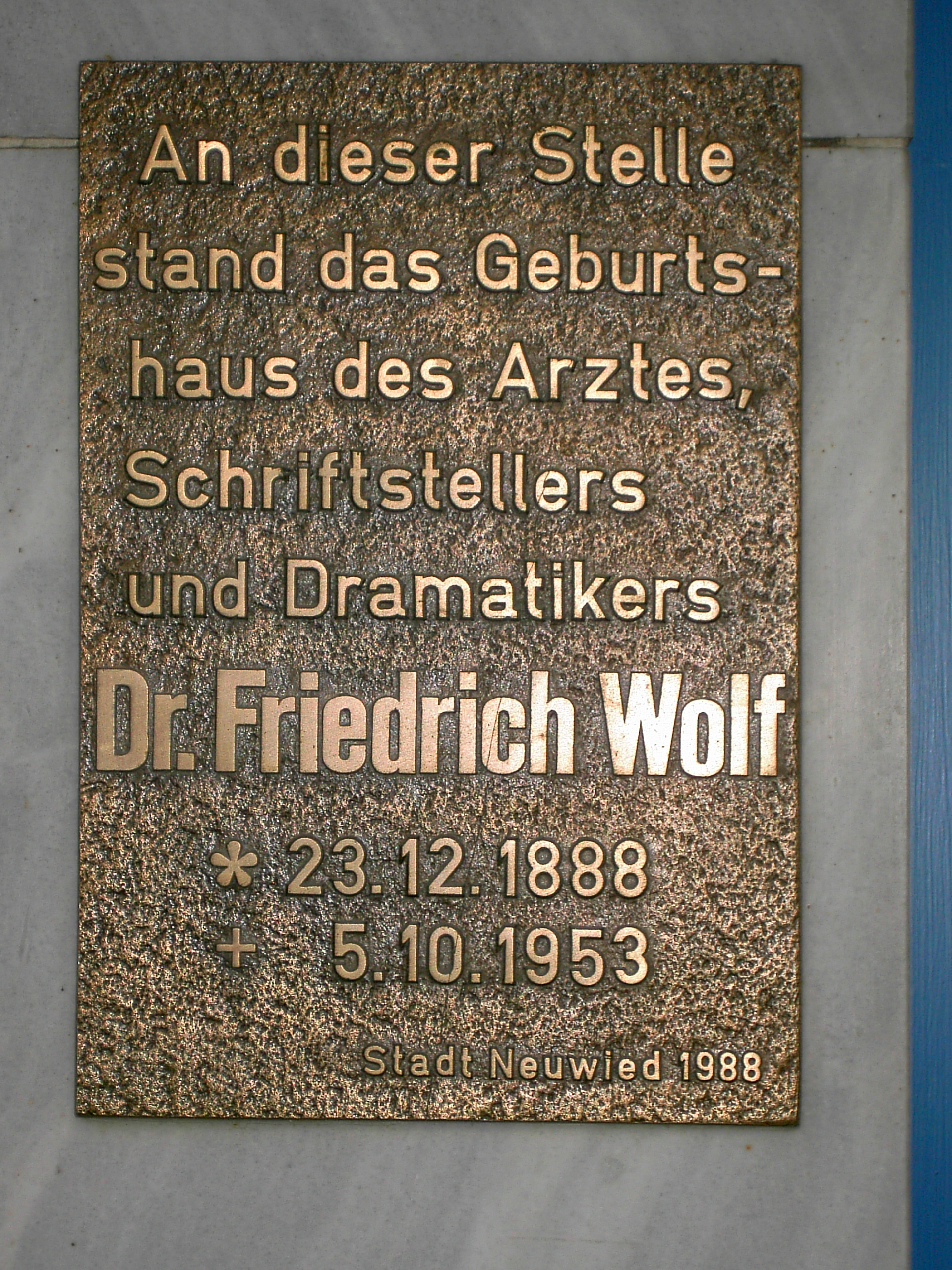
Gedenktafel, zum hundertsten Geburtstag an Wolfs Geburtsstätte in Neuwied gestiftet

Außer in seiner Geburtsstadt Neuwied tragen noch in mehr als zwanzig Städten und Gemeinden Siedlungen, Straßen und Wege sowie Gebäude den Namen Friedrich Wolfs. Schulen, mehrere Theater, ein Chor in Dresden, sowie eine 1992 in der Akademie der Künste (Berlin) gegründete literarische Gesellschaft.
Die bis 1998 bestehende Stuttgarter Buchhandlung Wendelin Niedlich hatte in ihrem Untergeschoss einen Friedrich-Wolf-Raum.
In Lehnitz wurde das ehemalige Wohnhaus der Familie Wolf in eine Friedrich-Wolf-Gedenkstätte umgewandelt. Sie sollte jedoch wegen mangelnder Geldmittel Ende 2019 geschlossen werden. Die Friedrich-Wolf-Gesellschaft hofft, dass Stadt, Kreis und Land die Unterhaltskosten des für Diskussionen, Filmvorführungen, Lesungen und Führungen genutzten Veranstaltungsorts übernehmen, wie die Leiterin und Enkelin, Tatjana Trögel, erklärte. Der Erhalt konnte gesichert werden, weil die Brandenburger Landesregierung das Anwesen unter Denkmalschutz gestellt hat.
Im Lichtenberger Ortsteil Berlin-Fennpfuhl trug die hier 1977 eröffnete Poliklinik den Ehrennamen Friedrich Wolf und erhielt 1988 eine Bronzebüste des Bildhauers Ludwig Engelhardt. Nach 1990, als die Poliklinik aufgelöst und daraus ein Ärztehaus wurde, verschwand der Name der Einrichtung. Die Büste wurde wegen mehrfachen Vandalismus durch einen Mitarbeiter des Umweltamtes zunächst in Verwahrung genommen. Im Jahre 2008 übernahm eine neue Betreibergesellschaft das Ärztehaus und will mit dem Namen POLIKUM an die alte Tradition der ambulanten zentralen Behandlungsmöglichkeiten anknüpfen. Gleichzeitig wurde die frühere Büste im Eingangsbereich des Hauses wieder aufgestellt und feierlich enthüllt. Im Sommer 2014 stellte die Hausverwaltung die Skulptur wieder sicher, weil die Renovierung des Eingangsbereiches vorgenommen wurde.
Eine multimediale Ausstellung unter dem Titel Der Dichter und das Zeitgewissen: Friedrich Wolf – Leben, Familie und Werk fand 2008 im Berliner Rathaus Schöneberg statt.

## Weitere Darstellung Wolfs in der bildenden Kunst
- Conrad Felixmüller: Bildnis Friedrich Wolf (Holzschnitt, 1947)[27]
- Ludwig Engelhardt: Büste Friedrich Wolfs vor dem Theater in Neustrelitz

## Nachlass
Die Mitarbeiter des Literaturarchivs der Akademie der Künste betreuen das umfangreiche Archiv Wolfs, bestehend aus 2290 Bänden an Manuskripten, Entwürfen, Notizen, Arbeitsmaterial, Korrespondenz usw.

## Werke (Auswahl)
- 1917: Mohammed (Drama)
- 1917: Langemarck (Erzählung)
- 1919: Das bist du (Drama)
- 1919: Der Unbedingte (Drama)
- 1921: Die Schwarze Sonne (Drama)
- 1922: Tamar (Drama)
- 1923: Die Schrankkomödie (Drama)
- 1923: Der Arme Konrad (Drama)
- 1924: Das Heldenepos des alten Bundes (jüdisches Volksepos)
- 1925: Der Mann im Dunkel (Komödie)
- 1926: Kreatur (Roman). Dietz, Berlin
- 1926: Kolonne Hund (Drama)
- 1926: Äther (Hörspiel)
- 1927: Koritke (Drama)
- 1927: Der Kampf im Kohlenpott (Novelle)
- 1928: Die Natur als Arzt und Helfer. Deutsche Verlags-Anstalt, Stuttgart
- 1928: SOS … rao rao … Foyn – „Krassin“ rettet „Italia“ (Hörspiel)
- 1928: Kunst ist Waffe (Essay)
- 1929: Cyankali (Drama)
- 1930: Die Matrosen von Cattaro (Drama)[29]
- 1930: Tai Yang erwacht (Drama)
- 1930: John D. erobert die Welt (Hörspiel)
- 1931: Die Jungens von Mons (Komödie)
- 1933: Professor Mamlock (Drama)
- 1934: Floridsdorf (Drama)
- 1935: Das trojanische Pferd (Drama)
- 1935: Schriftsteller und Politik. Ansprache auf dem 1. Amerikanischen Schriftstellerkongress in New York[30]
- 1938: Zwei an der Grenze (Roman)
- 1938: Das Schiff auf der Donau (Drama), UA 1955 Maxim-Gorki-Theater[31]
- 1940: Beaumarchais oder Die Geburt des Figaro (Drama)
- 1942: Der Russenpelz (Novelle)
- 1944: Heimkehr der Söhne (Roman)
- 1944: Dr. Lilli Wanner (Drama)
- 1945: Der arme Konrad (Hörspiel)
- 1945: Professor Mamlock (Hörspiel)
- 1945: Was der Mensch säet (Drama)
- 1946: Die letzte Probe (Drama)
- 1946: Märchen für große und kleine Kinder (Kindergeschichten: Das Osterhasenfell – Purzel und Drax – Die Drei in Mexiko – Pit Pikus und die Möwe Leila – Der weite Weg)
- 1946: Lucie und der Angler von Paris (Novellen: Lucie und der Angler von Paris – Gaston – Jules – Kiki)
- 1947: Wie Tiere des Waldes (Drama)
- 1948: Die Nachtschwalbe (Libretto zur Oper von Boris Blacher)
- 1949: Lucie und der Angler von Paris (Neue erweiterte Ausgabe, enthält: Die Nacht von Béthineville – Der verschenkte Leutnant – Lichter überm Graben – Lucie und der Angler von Paris – Gaston – Jules – Kiki)
- 1949: Der Rat der Götter (Filmszenarium)
- 1949: Bürgermeister Anna (Komödie)
- 1951: Bummi – Tiergeschichten für große und kleine Kinder (Kindergeschichten: Bummi und Bolle – Bummi, der Ausreißer – Strupps, der Hund, die Henne Hanne und der Hahn Hallo – Die Affenstadt – Der Goldfisch „The king“ und der Kater Pierre – Das alte und das junge Pferd – Die Weihnachtsgans Auguste – Lennox – Wie die Bienen die Mordwespen abschlugen – Cora Buntauge – Kiki)
- 1952: Lilo Hermann: Die Studentin von Stuttgart (Poem). VVN-Verlag, 1952/53 durch Paul Dessau als Melodram vertont und auf Schallplatte aufgezeichnet (NOVA 880 059)

Hier in Baabe stellte Friedrich Wolf sein Werk Menetekel fertig.

- 1952: Menetekel oder Die fliegenden Untertassen (Roman)
- 1952: Thomas Müntzer (Drama, Filmexposé)
- 1953: Siebzehn Brote (Kurzgeschichte)
- 1956: Thomas Müntzer – Ein Film deutscher Geschichte (Szenario beziehungsweise Drehbuch)
- 1960–1968: Gesammelte Werke in sechzehn Bänden. Berlin u. a. (Sammlung)

## Zeitschriftenbeiträge (Auswahl)
In: Der sozialistische Arzt
- Jungborne für Krankenkassen. Vorentwurf zur Errichtung von Naturheilparks für Krankenkassenmitglieder. Band II (1927), Heft 4 (März), S. 24–26, Digitalisat
- Gegen den Abtreibungsparagraphen. Band VII (1931), Heft 3 (März), S. 66–67, Digitalisat

## Verfilmungen
- 1930: Cyankali (Regie: Hans Tintner)
- 1932: SOS Eisberg (Regie: Arnold Fanck, Co-Drehbuchautor: F. Wolf)
- 1938: Professor Mamlock (Профессор Мамлок); (Regie: Herbert Rappaport)
- 1950: Der Rat der Götter (Regie: Kurt Maetzig)
- 1950: Bürgermeister Anna (Regie: Hans Müller)
- 1954: Das Osterhasenfell. Ein Fernsehmärchen für die jungen Zuschauer (Regie: Robert Trösch)
- 1955: Der verschenkte Leutnant (Regie: Wolfgang Luderer)
- 1956: Thomas Müntzer (Regie: Martin Hellberg)
- 1958: Professor Mamlock (Regie: Werner Schulz-Wittan)
- 1961: Professor Mamlock (Regie: Konrad Wolf)
- 1963: Lucie und der Angler von Paris (Regie: Kurt Jung-Alsen)
- 1974: Siebzehn Brote (Regie: Peter Vogel)
- 1977: Cyankali (Regie: Jurij Kramer)
- 1980: Die Matrosen von Cattaro (Regie: Fritz Bornemann)
- 1985: Die Weihnachtsgans Auguste (Puppentrickfilm, Regie: Günter Rätz)
- 1986: Das Haus am Fluß (Regie: Roland Gräf)
- 1988: Die Weihnachtsgans Auguste (Regie: Bodo Fürneisen)

## Hörspiele
- 1959: Die Weihnachtsgans Auguste – Regie: Ingeborg Milster (Kinderhörspiel – Rundfunk der DDR; Übernahme durch Eterna/Litera, 1962)
- 1963: John D. erobert die Welt – Regie: Hans Knötzsch (Deutschlandsender)
- 1973: Der arme Konrad – Regie: Hans-Peter Minetti (Radio DDR II)
- 1993: Die Geschichte von Pit Pikus, dem Specht, und der Möwe Leila – Regie: Werner Buhss (Kinderhörspiel – DS Kultur)

## Filme
- Verzeiht, daß ich ein Mensch bin. Dokumentarfilm, DDR, 1988, Regie: Lew Hohmann.
- Friedrich Wolf – Kommunist und Lebemann. (Memento vom 14. Juni 2018 im Webarchiv archive.today) Dokumentarfilm, Deutschland, 2018, 29:30 Min., Buch und Regie: Andrea Morgenthaler, Produktion: MDR, Reihe: Lebensläufe, Erstsendung: 14. Juni 2018 bei MDR Fernsehen, Inhaltsangabe von ARD.